# Atlantis-2

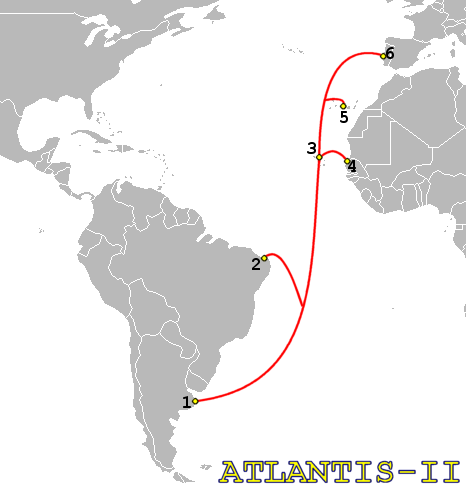
Pontos de acesso do cabo Atlantis-2

ATLANTIS-2 é um cabo submarino transatlântico de fibra ótica conectando Argentina, Brasil, Senegal, Cabo Verde, Ilhas Canárias e Portugal. É o primeiro cabo submarino ligando a América Latina ao continente africano. O projeto Atlantis-2 teve um custo total de US$370 milhões investidos por um consórcio de 25 transmissores internacionais, liderados técnica e financeiramente pela Embratel com mais de US$100 milhões deste investimento.
Tem aproximadamente 12.000 quilômetros em comprimento, com capacidade atual de 40Gbit/s, e design que pode ser melhorado atualmente para 160Gbit/s.
A Embratel também instalou um par adicional de fibras de 40Gbits para seu uso exclusivo entre Fortaleza e Rio de Janeiro.
O cabo entrou em serviço em Fevereiro de 2000. Em 10 de Maio, para celebrar o início definitivo em operação, uma videoconferência entre o então Presidente do Brasil Fernando Henrique Cardoso e o Primeiro-Ministro de Portugal António Guterres foi realizada para comemorar a nova ligação.
É utilizado quase exclusivamente para transmissão de voz e usado apenas na telefonia.